# 小ベルト海峡

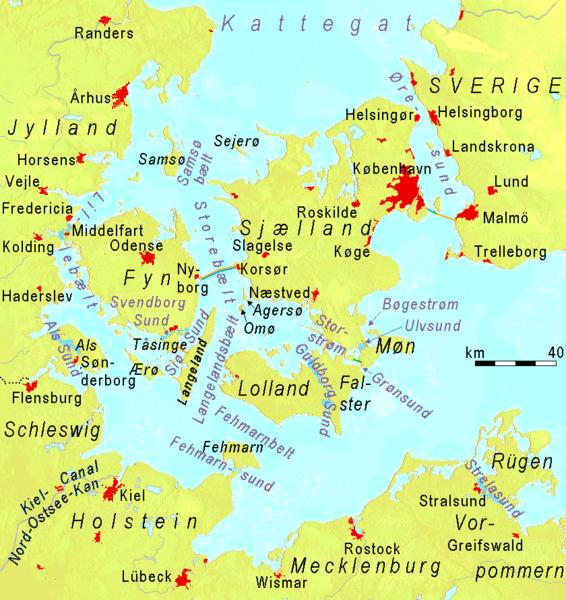
デンマーク周辺の海峡

小ベルト海峡（しょうベルトかいきょう）またはリレ海峡（リレかいきょう、丁: Lillebælt、英: Little Belt）は、デンマークにある海峡。ユトランド半島とフュン島と間にあり、キール湾とカテガット海峡を結ぶものである。長さ約50km、幅800mから28km。海峡北部が特にフレゼリシア近辺が特に狭くなっている。海峡内にはアルス島をはじめとして、島嶼が多い。海峡には橋が二つ架けられている。
海峡の沿岸に島嶼、半島、入り江、ラグーン、塩性湿地、ヨシ原が多く、ウ、カモ、ガンなどの水鳥の繁殖、越冬、中継地である。中央部は1977年にラムサール条約登録地となった。